# ラマコス
ラマコス(ギリシア語: Λάμαχος, Lamachus）は、ペロポネソス戦争に参加したアテナイの将軍である。彼は紀元前435年ころから軍の指揮を始め、紀元前420年半ばまでに名声を高めた。アテナイの喜劇作家アリストパネスは『アカルナイの人々』で主戦派のラマコスを風刺し、その後の作品『蛙』では彼の栄誉を称えた。ペロポネソス戦争に伴って起こった、シケリア（シチリア島）のイオニア系植民都市とドーリア系植民都市の争いにアテナイが介入した「シケリア遠征」では、ラマコスはニキアス、アルキビアデスとともにアテナイ軍の三人の将軍の一人として参加したが、敗北し戦死した。

## 来歴
彼は年をとってもなお激しい気質で知られており、戦いでは危険を犯すことを好んだ。また彼は非常に貧しく、将軍として戦いに参加していた時期、服とブーツの代金をアテナイの人々に金で請求しようとした。彼は勇気と戦闘技術では評価されていたが、戦いに必要な財産や社会的地位というものがなかったため、他の将軍たちに比して劣っているともみなされていた。
プルタルコスはラマコスについて、『対比列伝』のペリクレス伝の中ではじめて言及している。ラマコスは僭主ティメシレオス（Timesileos）と戦うシノーペーの市民を支援するため、13隻からなる艦隊の指揮権を与えられた。この戦いは紀元前438年から紀元前432年の間、すなわちサモス戦争（Samian War）とペロポネソス戦争の間に起こったとみられている。
『戦史』の著者トゥキディデスは、紀元前424年にラマコスは貢物を集めるためにエウクセイノス（現在の黒海）へと派遣されたと述べている。ラマコスはポントス地方へと航海し、カレクス川（Calex）に投錨した。しかしこのとき突然の洪水で艦隊のうち10隻を失ったが、ラマコスは部下たちを無事カルケドンへと届けることができたという。
紀元前415年、ラマコスはニキアス、アルキビアデスとともに、シケリア遠征の将軍に選出された。ラマコスはシュラクサイ（シラクサ）攻撃に際し、シュラクサイ勢の防戦準備ができていないうちにできるだけ早くアテナイ軍を突入させるべきだという攻撃的な戦略を提案していた。しかし、シュラクサイとの交戦前にシケリア（シチリア島）各地の同盟都市の軍を集めるべきだというアルキビアデスの提案が採用された。アメリカの歴史学者ドナルド・ケーガン（Donald Kagan）は、ラマコスの戦略が採用されていたらアテナイ軍には迅速な勝利がもたらされただろうと示唆している。しかしアテナイ軍は、シュラクサイ軍との戦力差の前に無残な大敗を喫した。紀元前414年、シチリア島でラマコスの部隊は計略にかかって不利な地形へと追い詰められ、圧倒的な敵軍との戦いによりラマコスも戦死した。

## 参考資料
- Aristophanes, The Acharnians.  From the Perseus Project
- Diodorus Siculus, Library. From the Perseus Project
- Plutarch, Alcibiades. From the Perseus Project
- Plutarch, Nicias. From the Perseus Project
- Plutarch, Pericles. From the Perseus Project
- Thucydides, History of the Peloponnesian War.  From the Perseus Project
- Kagan, Donald. The Peloponnesian War (Penguin Books, 2003). ISBN 0-670-03211-5
- Fine, John V.A. The Ancient Greeks: A Critical History (Harvard University Press, 1983) ISBN 0-674-03314-0
- Hornblower, Simon, and Anthony Spawforth ed., The Oxford Classical Dictionary (Oxford University Press, 2003) ISBN 0-19-866172-X
- Stadter, Philip A. A Commentary On Plutarch's Pericles (The University of North Carolina Press, 1989). ISBN 0-8078-1861-5
- West, Allen B. Notes on Certain Athenian Generals of the Year 424-3 B.C. The American Journal of Philology 45.2 (1924):141-160